# Дёмина, Валентина Сергеевна
Валентина Сергеевна Дёмина (род. 1 октября 1949) — российский политический деятель. Член Совета Федерации Федерального Собрания Российской Федерации от Брянской области (2001—2005), председатель Брянской областной думы (2000—2001).

## Биография
В 1985—1994 — председатель колхоза «Заветы Ильича» Выгоничского района; избиралась народным депутатом РФ (1990—1993).
В 1994 году была избрана депутатом Брянской областной Думы первого созыва, была заместителем, а затем первым заместителем председателя Думы. В 1996—2000 — первый заместитель председателя Брянской областной Думы второго созыва; в декабре 2000 г. была избрана депутатом, затем — председателем областной Думы третьего созыва.
В апреле 2001 года добровольно сложила полномочия председателя областной Думы и была избрана её представителем в Совете Федерации РФ (вместо Степана Понасова, ставшего спикером Брянской Думы).